# 행복어사전
《행복어사전》은 MBC에서 1991년 7월 8일부터 1991년 8월 27일까지 방영된 MBC 월화 미니시리즈이다.
한편, 이 작품은 개성 강한 최수종, 배종옥, 이응경 등의 열연과 스피디한 제작으로 높은 시청률을 기록했으나 폭력장면이 자주 등장하고 비속어를 빈번하게 사용한다는 이유로 방송위원회로부터 '주의' 조치를 받았다.

## 줄거리
장래가 촉망되는 패기만만하고 매력적인 잡지사 젊은 기자 서재필, 그의 꿈과 사랑, 좌절과 방황을 통해 살아가면서 찾고자 하는 것은 무엇인가에 대해 주인공과 그 언저리의 다양한 사람들을 통해 그 해답찾기가 시도되는 남성적인 이야기이다.

## 등장 인물

### 주요 인물
- 최수종 : 서재필 역
- 배종옥 : 안민숙 역
- 이응경 : 차성희 역
- 이정길 : 우동규 역
- 김화영 : 김소영 역
- 임현식 : 박동수 역
- 이호재 : 윤두명 역
- 엄유신 : 우부장 아내 역
- 임정하 : 정 차장 역
- 정성모 : 양춘배 역
- 박상조 : 편집국장 역

### 그 외 인물
- 이기일
- 나성균
- 이계인
- 남영진
- 박소현
- 서영애
- 이금복
- 김홍수
- 임문수
- 김길호
- 김영일
- 장보규
- 김환교
- 임유진
- 김명수
- 백승철
- 양택조
- 남정희
- 박영지
- 박영태
- 서학
- 이동신
- 배영옥
- 차광수
- 김현숙
- 김희정
- 박지수
- 김세영
- 윤혜란
- 김진환
- 음정희 ETC

### 특별 출연
- 김완선 : 본인 역

## 회차별 부제
| 1991년 | 1991년   | 1991년                         | 1991년 | 1991년 |
| 회차   | 방송일   | 부제                           | 비고   |        |
| ------ | -------- | ------------------------------ | ------ | ------ |
| 제1회  | 7월 8일  | 불시착한 사람들                |        |        |
| 제2회  | 7월 9일  | 바벨탑을 세우는 남자           |        |        |
| 제3회  | 7월 15일 | 특종을 잡아라                  |        |        |
| 제4회  | 7월 16일 | 개나리꽃을 피운 선인장         |        |        |
| 제5회  | 7월 22일 | 실패한 옛사랑의 그림자         |        |        |
| 제6회  | 7월 23일 | 운명의 장난                    |        |        |
| 제7회  | 7월 27일 | 사랑이란 이름의 환상           |        |        |
| 제8회  | 7월 28일 | 별들은 제각기 다른 소리를 낸다 |        |        |
| 제9회  | 8월 5일  | 정들면 지옥이지                |        |        |
| 제10회 | 8월 6일  | 그래도 우리는 출근을 한다      |        |        |
| 제11회 | 8월 12일 | 초개같은 청춘                  |        |        |
| 제12회 | 8월 13일 | 거리의 자유인                  |        |        |
| 제13회 | 8월 19일 | 행복한 고민                    |        |        |
| 제14회 | 8월 20일 | 나는 이제 햄릿이 아니다        |        |        |
| 제15회 | 8월 26일 | 사랑받는 아내에의 꿈           |        |        |
| 제16회 | 8월 27일 | 그리고 몇 년 후                |        |        |